# Guin (Alabama)
Guin es una ciudad ubicada en el condado de Marion en el estado estadounidense de Alabama. En el censo de 2020, su población era de 2195 habitantes y una densidad poblacional de 56.59 personas por km².

## Demografía
En el 2000 la renta per cápita promedia del hogar era de $26,618, y el ingreso promedio para una familia era de $35,174. El ingreso per cápita para la localidad era de $14,690. Los hombres tenían un ingreso per cápita de $31,019 contra $21,316 para las mujeres.

## Geografía
Guin se encuentra ubicada en las coordenadas 33°58′23″N 87°55′0″O / 33.97306, -87.91667 (33.973135, -87.916711)
Según la Oficina del Censo de los EE. UU., la ciudad tiene un área total de 12.47 millas cuadradas (32.31 km²).